# Was Justice Served?
Was Justice Served? é um filme mudo norte-americano de 1909 em curta-metragem, do gênero drama, dirigido por D. W. Griffith. Cópia do filme encontra-se conservada na Biblioteca do Congresso dos Estados Unidos.